# Jens Aage Bjørkøe
Jens Aage Bjørkøe (født 23. februar 1946 i Faaborg) er en dansk teolog og tidligere forstander for Kofoeds Skole.
Bjørkøe blev Ridder af Dannebrog i 2009. Tildelt ridderkorset af Republikken Polens Fortjenstorden i 2000.
1974-1979 Sognepræst og korshærspræst ved Mariakirken. Stifter og leder af Mariatjenesten.
1979-2011 Forstander for Kofoeds Skole.
1997 Dr.phil. fra Warszawa Universitet.
2009-2013 Medlem af bestyrelsen for Eurodiaconia.
2008-2011 Uddannet som gruppeanalytisk psykoterapeut.
Jens Aage Bjørkøe blev ikke teolog og præst på baggrund af en særlig, religiøs opdragelse. Hans hjem var præget af et almindeligt positivt forhold til kristendommen og folkekirken. Man gik jævnligt i kirke, men tro og gudsforhold var ikke noget, man talte meget om. I konfirmationsalderen blev han stærkt grebet af fortællingerne om Jesus af Nazareth. Hans barndoms helte var Robin Hood, Robinson Crusoe og lignende litterære figurer, som gjorde en indsats for en bedre verden og bekæmpede uret og fattigdom. Senere blev det lægemissionæren Albert Schweitzer, modtageren af Nobels Fredspris i 1952, som havde grundlagt sit junglehospital blandt befolkningen i det tropiske Afrika.
Bjørkøe har virket i det sociale arbejde blandt marginaliserede og særligt udsatte og sårbare mennesker i København i hele sit arbejdsliv. Hans indsats har været omstridt. I den første periode i Mariatjenesten var der stor opbakning til hans indsats. Men som forstander på Kofoeds Skole blev hans rolle mere stormfuld og kontroversiel, da han i de første år af sin embedsperiode gennemførte dybtgående reformer af skolens daværende arbejdsmodel. Dette ændredes markant, da det danske socialsystem blev omlagt fra passiv- til aktivlinjen i slutningen af 1990’erne.

## Biografi
Dr.phil., pastor Jens Aage Bjørkøe blev født den 23. februar 1946 i Faaborg på Sydfyn som søn af en landmand.
Han fik studentereksamen fra Odense Katedralskole i 1965 og blev cand.theol. fra Københavns Universitet i 1973.
Han skrev speciale i systematisk teologi om Karl Barth, ophavsmanden til den dialektiske teologi og kaldt ”det 20. århundredes kirkefader”. 

## Mariatjenesten og "tabernes tabere"
Som nyuddannet teolog blev Jens Aage Bjørkøe i 1974 ansat i en nyoprettet stilling som sognepræst og korshærspræst ved Mariakirken i Istedgade i København nær Halmtorvet, et området stærkt præget af prostitution, pornoindustri, narkotikahandel, stofmisbrug, hjemløshed, vold og kriminalitet.
Bjørkøe havde i en årrække forinden, siden 1967, været frivillig i Sct. Nicolaj Tjenesten, Kirkens Korshærs samtale- og rådgivningstjeneste, og et par år senere begyndte han også som frivillig i Kirkens Korshærs Ungdomsklub for narkomaner i Vingårdsstræde i det indre København.

### Porno, prostitution, stiknarkomaner og gadepushere
I begyndelsen af 1970’erne, var Halmtorvskvarteret og Istedgade på Vesterbro i København en glødende heksekedel. Nattelivet var hektisk og kaotisk. Dette område tæt ved Københavns Hovedbanegård, hovedstadens traditionelle "red-light district”, havde fået en eksplosiv øgning af omsætningen og en voldsom forråelse i forbindelse med frigivelsen af pornografiske billeder i 1969. Sexindustrien overtog de fleste husfacader med neonreklamer for liveshows, massageklinikker, pornobutikker osv., som ikke lod nogen i tvivl om, hvad der foregik. Prostitutionen blev langt mere åbenlys end før, både i gaderne og bag butiksruderne.
Dertil kom de hårde narkotiske stoffers indtog. Stofmisbrugere, stiknarkomaner, der brugte morfinbase og heroin, købte deres narkotika hos gadepusherne på gadehjørnerne og vaklede rundt i kvarteret. Den hårdest ramte gruppe var ganske unge narkoprostituerede, der levede et udsat liv på gaden med vold og overgreb, når de forsøgte at skaffe penge til det næste fix med kanylen ved at sælge sig selv ved bilprostitution.
Samtidig havde kvarteret altid haft sine talrige natåbne værtshuse med tilhørende fuldskab og vold. Et markant element i kvarterets liv var endvidere den ”faste stok” af havarerede eksistenser: alkoholikere og hjemløse, mentalt forstyrrede og bumser samt kriminelle af enhver art. Københavns Politis Uropatrulje arbejdede intensivt i kvarteret og jagtede ikke mindst gadepusherne. Den meget synlige nød og elendighed førte til, at området blev betegnet som ”Danmarks Indien”, stedet hvor man skrævede over den, der lå på trappestenen.

### Åben kirke, anonym samtaletjeneste og opsøgende arbejde
Her stiftede og ledede Jens Aage Bjørkøe Mariatjenesten fra den 5. maj 1974. Mariatjenesten var en gadeopsøgende samtale- og rådgivningstjeneste under Kirkens Korshær og havde lokaler i selve kirken. Alle, der kom i Mariatjenesten, var som princip anonyme. ”Tabernes tabere” var en betegnelse, der blev anvendt til at pege på den dobbelte udstødning, Mariatjenestens klienter var genstand for: Udstødte fra det normale, menneskelige og samfundsmæssige liv og opgivet af det officielle hjælpesystem. Mariatjenestens formål var ikke mission, men at hjælpe dér, hvor ingen andre er
Åbningstiden var både om dagen og i døgnets sene timer. Kirkerummet var samtidig åbent mod gaden og fungerede som et yderst velegnet samtalerum, eller bare som et sted, hvor man kunne falde ind og finde lidt ro, midt i det sydende inferno. Den særlige stemning, den dæmpede belysning og det oplyste alterparti betød, at der ofte kunne være flere samtaler i gang forskellige steder under hvælvingerne. Mariakirken blev således Danmarks første natkirke.
Langt hovedparten af de omkring 50 medarbejdere var frivillige. Der var fire på vagt, to i kirkens lokaler, hvor man havde kontor og samtalerum, og to på gaden. De frivillige ved Mariatjenesten var en engageret og broget skare. Man skulle forpligtige sig til at tage en vagt om ugen.

### Sprittergudstjenesten
Korshærsgudstjenesten, i daglig tale "sprittergudstjenesten", blev afholdt hver søndag aften. Denne gudstjeneste var åben for alle og blev meget søgt. Der kom også en del mennesker fra andre kvarterer i byen.
Mariatjenestens arbejde direkte ud fra kirken er i visse henseender at betegne som et eksempel på diakoniens urform.

## Oprettelse af "Suppedasen" på Fristaden Christiania
Mariatjenesten udvidede gradvist med bofællesskaber, en genbrugsbutik og en varmestue for hjemløse. I 1978 stod Jens Aage Bjørkøe desuden for oprettelsen af "Suppedasen", et stoffrit spisehus med tilknyttet rådgivningstjeneste på Fristaden Christiania.
Baggrunden var en henvendelse til Kirkens Korshær fra nogle fremtrædende christianitter, som bad om hjælp. Handelen med hårde stoffer på Christiania var taget kraftigt til og blev drevet af bander af organiserede kriminelle, rockere. Særligt slemt stod til i en stor, tidligere kasernebygning kaldet "Fredens Ark". Arken var et deprimerende sted, fyldt med narkohandel og stofmisbrugere, der levede på randen af tilværelsen.
Mariatjenesten påtog sig optagen og fik nogle lokaler i en barakbygning nær Fredens Ark stillet til rådighed. Men den bygning, mente rockerne, var deres område, så Mariatjenestens medarbejdere blev truet, og en medarbejder blev udsat for vold. Derefter fandt christianitterne et væsentlig bedre sted midt i Pusherstreet over for det berømte og berygtede værtshus Woodstock.
Med hjælp fra christianitterne blev lokalet gjort klar, og Suppedasen kunne åbne sidst på efteråret 1978.
Bjørkøes holdning til Christiania var overordnet positiv, selvom han også kunne se fristadens svage sider. Han beskrev den i et temanummer af Korshærsbladet som "Børnenes Land", et sted med mange utopiske træk, men Bjørkøe påpegede også, at fristaden var alternativ slum med lav materiel og sundhedsmæssig standard, tvivlsom retssikkerhed og stort forbrug af rusmidler, ikke mindst cannabis, som blev forhandlet i stor stil i Pusherstreet. Alt i alt også et lovløst Vilde Vesten, hvor den stærkes ret hersker, og det gælder om at komme først til fadet og at kunne sætte magt bag et synspunkt.
1979-1980 Underviste Jens Aage Bjørkøe på Københavns Universitet i faget Praktisk Teologi og Socialetik.

## Forstander for Kofoeds Skole
Fra 1979 til 2011 var Jens Aage Bjørkøe forstander for Kofoeds Skole i København. Kofoeds Skole er et mangesidet socialt og humanitært hjælpecenter beliggende i Nyrnberggade på Amager. Skolen yder omfattende og helhedsorienteret hjælp til udsatte og sårbare mennesker med sociale vanskeligheder, herunder arbejdsløse, hjemløse, personer med misbrugsproblemer, psykiske udfordringer og indvandrere med integrationsproblemer. Skolen arbejder med empowerment som socialpædagogisk metode, "Hjælp til selvhjælp", i forbindelse med akut nødhjælp, undervisning i mange fag, arbejdstræning på værksteder og døgnophold for unge hjemløse på flere satellitinstitutioner. Kofoeds Skole havde omkring 2010 4000 forskellige personer som elever om året og dagligt 500-700 elever, som fulgte undervisningen og deltog i de forskellige aktiviteter.
Under hans ledelse udvidede Kofoeds Skole sit arbejde ved Hovedskolen i Holmbladsgade 120/Nyrnberggade 1 på Amager og etablerede sig på mange lokaliteter rundt om i Københavnsområdet. Herunder opsøgende arbejde ud fra "Kofoeds Kælder" på Kultorvet i det centrale København. Tilsvarende blev der oprettet værested og kontaktcenter med opsøgende funktion for hjemløse og marginaliserede grønlændere på Vesterbro.
Efter årtusindskiftet blev Kofoeds Skole landsdækkende med filialer i Aalborg, Århus og Åbenrå samt en afdeling rettet mod hjemløse grønlændere i Esbjerg.
Ved hans tiltræden som forstander i 1979 stod Kofoeds Skole overfor udfordringer som følge af de forudgående års uafsluttede konflikter mellem ledelsen og medarbejdergrupper. Konflikten drejede sig både om Kofoeds Skoles arbejdsmæssige linje, skolens grundlag og dens ledelsesform. I de første år af Jens Aage Bjørkøes embedsperiode måtte han igennem flere interne opgør for at genoprette skolens oprindelige principper baseret på "Hjælp til Selvhjælp", som skolens stifter, kordegn Hans Christian Kofoed, havde grundlagt skolens pædagogiske arbejde på i 1928. 

## Debattør om sociale problemer, socialpolitik og metode i socialt arbejde blandt særligt sårbare og udsatte
Jens Aage Bjørkøe har været en markant debattør i medierne.
Emnekredsen, hvor Bjørkøe havde en stemme, var især aktiveringspolitikken og inklusion af socialt udsatte, det frivillige sociale arbejde kontra offentligt, udsatte grønlændere, behandling af stofmisbrugere, hjemløshed, tiggeriets genopdukken og ikke mindst fattigdomsdebatten med fokus på begrebet “den ny fattigdom” og inklusion af de svageste isamfundet. Her er et udvalg af nogle titler: ”Danskere i krise”, ”Respekten for mennesket”, ”Det kvæstede menneskes muligheder”, ”Ude på sidesporet – håb eller håbløshed?”, ”Vist er der fattige i Danmark”, "Den ny fattigdom", ”Fattigdom – endnu engang”, "Fattigdom og forståelse", "Fattigdommens skam og nedslåede blikke", ”Det fælles ansvar”, ”De svageste taber – igen”, ”Har vi pantsat vores sociale ansvar?”, ”Kritik af den herskende orden”, ”Pisk eller gulerod?”, ”Slip klienterne løs”, ”Et arbejdsmarked for de svageste,” ”Et job til de svageste”, ”Alle i arbejde?”, ”Psykisk syge i et strømlinet samfund”, ”Private hjælpeorganisationer i det moderne velfærdssamfund”, ”Hvorfor tigger han?” og ”Om tiggeri som levevej”.
I bogen "Livredder eller svømmelærer. 25 års indspark til socialpolitikken" af Jens Aage Bjørkøe, 2004, er der samlet et udvalg af de omkring 200 artikler, han skrev i perioden 1974-2004. Jens Aage Bjørkøe har også forfattet en række bøger om sociale emner. Se nedenfor.

### Kofoeds Skoles bidrag til omlægningen af velfærdssystemet til den aktive socialpolitik
En mediekommentar om Kofoeds Skole som en vejviser i socialpolitikken blev til virkelighed, da man i slutningen af 1990’erne omlagde den danske socialpolitik, skrottede bistandsloven og indførte loven om aktiv socialpolitik.
Kofoeds Skole blev en katalysator og inspirator under omstillingen af arbejdsmetoderne i socialforvaltningerne efter princippet: "Fra passiv til aktiv". Skolens teorier, metoder og erfaringer blev set som et forbillede, der kunne danne grundlag for de store omlægninger fra passiv forsørgelse til aktivering. Skolens medarbejdere blev aktører i denne proces, hvor de – ud over talrige bidrag i medierne – blev inviteret til at give oplæg på kurser og konferencer for politikere og medarbejdere i landets socialforvaltninger. Socialministeriet indgik i forbindelse hermed aftale med Kofoeds Skole om, at den skulle opbygge kapacitet til at være et laboratorium og udviklingscenter for metoder i socialt arbejde blandt samfundets dårligst stillede.

## Oprettelse af datterskoler i Øst- og Centraleuropa samt Armenien
Jens Aage Bjørkøe var internationalt engageret fra midten af 1980'erne.
Efter verdenskommunismens sammenbrud med Berlinmurens og Jerntæppets fald i 1989, opstod der en situation i de tidligere kommunistiske styrede lande i Øst- og Centraleuropa med store udfordringer. Der skulle opbygges en helt ny samfundsmodel, og overgangen til frihed og demokrati samt kapitalisme og markedsøkonomi med lukninger af urentable statsejede virksomheder tog en del år. Mange mistede deres job, hjemløsheden steg kraftigt, og fattigdom og marginalisering blev virkelighed for mange. Nøden var stor – og det samme var behovet, både for et konkret hjælpearbejde og for udvikling af nye metoder i indsatsen.
Bjørkøe havde gode kontakter, især i Polen, og fra 1997 og fremad til 2011 blev der oprettet i alt 19 datterskoler af Kofoeds Skole i ni tidligere kommunistiske lande i Østeuropa, herunder Armenien: Polen 1997, Estland 1999, Litauen 2001, Armenien 2002, Tjekkiet 2002, Ukraine 2005, Rumænien 2008, Slovenien 2011 og Bulgarien 2011.
De var alle selvstændige NGO’er, en del af civilsamfundet.
Jens Aage Bjørkøe var medlem af bestyrelsen for Eurodiaconia, en international organisation i Bruxelles for kristent socialt arbejde, fra 2009 til 2013. Vice-Chairman and Financial Advisor til 2012.

## Forskning og doktorgrad fra Warszawas Universitet
I 1997 erhvervede Jens Aage Bjørkøe doktorgraden fra Warszawa Universitet, hvor han ofte har forelæst siden midten af 1980'erne. Han forstår polsk, og hans disputats er skrevet og udgivet på polsk med titlen: Pomoc do samopomocy. Szkoła Kofoeda w Kopenhadze. Instytut Służby Społecznej" ["Hjælp til Selvhjælp. Kofoeds Skole i København. Institut for Social Tjeneste"] og blev udgivet på universitetsforlaget Wydawnictwo Akademickie Żak samme år. Disputatsen blev i 2008 udgivet i 2. reviderede udgave på dansk med titlen: "Vejen fra Hjertet" og på engelsk i 2009 med titlen: "Starting from the Heart".
Disputatsen, der blev skrevet på foranledning af Warszawa Universitets lærestol i socialpædagogik, var en monografi. Dens emne var en beskrivelse og analyse af Kofoeds Skole i sin helhed, dens ideologiske grundlag, historie, aktuelle arbejdsmetoder og struktur, elevgruppens karakteristika, resultaterne af skolens indsats samt skolens relevans i nutidens velfærds-, industri- og servicesamfund mv.. Der blev påvist forbindelse og paralleller til N.F.S. Grundtvigs tanker om ”skolen for livet”. Kofoed beskrev selv sin skole som ”Byens Højskole”.
Endvidere blev der fundet mange fællestræk mellem kordegn Kofoeds pædagogiske principper og John Deweys teorier om ”learning by doing” og Georg Michael Kerschensteiners tanker om ”arbejdsskolen”. Meget tyder på en direkte eller indirekte inspiration. Endelig blev der konstateret stor samklang mellem aktuelle socialpædagogiske teorier som Michael Husens om ”det fælles tredje” og med Julian Rappaports teori om empowerment.
Disputatsen, som kom i to oplag, blev, som det var hensigten, et værdifuldt arbejdsredskab i forbindelse med oprettelsen af de mange Kofoeds Skoler i Øst- og Centraleuropa i de følgende år – ikke mindst som en inspiration og kilde til forståelse af opgaven for skolernes medarbejdere, der udgjorde omkring 800 ansatte og frivillige.

## Udmærkelser
Bjørkøe blev tildelt ridderkorset af Republikken Polens Fortjenstorden i 2000. Udnævnelsen blev begrundet med et mangeårigt virke for at fremme det dansk-polsk samarbejde og især hans humanitære arbejde med udveksling af erfaringer i opbygningen af et moderne system for socialforsorg og modvirkning af af arbejdsløshed og marginalisering. Et arbejde, der har resulteret i resocialiseringsinstitutioner á la Kofoeds Skole i tre polske byer
Bjørkøe blev desuden udnævnt til æresborger i Siedlce, Polen, i 1998 og modtog Alexandraprisen i Polen i 2002.
Han blev udnævnt til ridder af Dannebrogordenen i 2009.
Jens Aage Bjørkøe blev optaget i Kraks Blå Bog i 1985.

## Familie
Jens Aage Bjørkøe har været gift med sektionsleder og ledende studievejleder, cand.phil. Marianne Reinhold Bjørkøe siden 1967. Begge arbejdede på Kofoeds Skole, hvor de også boede fra år 2000.
De har tre børn: Christina Bjørkøe, f. 1970, Karen Bjørkøe, f. 1973 og Niels Jakob Bjørkøe f. 1979.